# Tabanus miki
Tabanus miki là một loài ruồi trong họ Tabanidae.